# Ralph Bass
Ralph Bass (* 1. Mai 1911 in New York City; † 5. März 1997 ebenda; eigentlich Ralph Basso) war einer der einflussreichsten Produzenten des Rhythm & Blues bei den Plattenlabels Federal Records und Chess Records.

## Leben

### Werdegang

Jack McVea - Open the Door Richard

Als Sohn einer deutschen Mutter und eines italienischen Vaters besuchte er die Colgate University und die New York University und heiratete im Jahre 1933 Alice Robbins. Bass gab 1944 dem Inhaber des kleinen Plattenlabels Black & White Records vor, ein versierter Plattenproduzent zu sein und erhielt den Job. Ab 1944 produzierte er für das Label unter anderem Lucky Thompsons Live-Auftritte vom August 1946, die als „Ralph Bass‘ Junior Jazz Series“ veröffentlicht wurden. Für Tenor-Saxophonist Jack McVea (Bandleader der Studio-Band von Black & White) produzierte Bass den Comedy-Song Open the Door Richard, der nach Veröffentlichung im Januar 1947 bis auf Rang zwei der R&B-Charts vordrang, über 300.000 Exemplare verkaufte und mehr als ein Dutzend Coverversionen auslöste.

### Erste Erfolge
Ralph Bass machte die ersten musikologisch wichtigen und auch legendären Jazz-Aufnahmen im Elks-Auditorium (Los Angeles) von Dexter Gordons Jazzband, die er Savoy Records anbot und nunmehr als „Savoy-Jazz“ bekannt sind. So entstanden Blow Mr. Dexter, Dexter's Deck, Dexter's Cuttin' Out, Dexter's Minor Mad (30. Oktober 1945), Long Tall Dexter, Dexter Rides Again, I Can't Escape From You, Dexter Digs In (29. Januar 1946), Disorder at the Border, Cherokee, Byas-a-Drink, The Hunt (6. Juli 1947), Settin' the Pace, So Easy, Dexter's Riff (11. Dezember 1947), Wee Dot, Lion Roars (19. Dezember 1947), Dexter's Mood, Dextrose, Index und Dextivity (22. Dezember 1947). Dabei ließ Gordon bei den meisten Titeln keine Gelegenheit aus, seinen Vornamen oder Bestandteile hiervon einzubauen.

T-Bone Walker - Call it Stormy Monday

Ebenfalls bekannt ist die Produktion von T-Bone Walkers legendärem Call It Stormy Monday (But Tuesday Is Just As Bad) für das Black-&-White-Label (#122), die in Los Angeles am 13. September 1947 entstand. Bei der Aufnahme wirkten neben T-Bone Walker (Gesang/Gitarre), Teddy Buckner (Trompete), Hubert „Bumps“ Myers (Tenorsaxophon), Lloyd Glenn (Klavier), Arthur Edwards (Bass) und Oscar Lee Bradley (Schlagzeug) mit. Der Titel erreichte einen fünften Rang der R&B-Charts und gilt nicht nur als einer der einflussreichsten Songs der Musikgeschichte, sondern auch in der Geschichte der Gitarre.
Big Jay McNeelys Band erreichte mit dem am 13. Dezember 1948 unter Regie von Ralph Bass aufgenommenen The Deacon’s Hop (Savoy 685) den ersten Rang eins für den Produzenten in der Rhythm-&-Blues-Hitparade nach Veröffentlichung im März 1949. Bass war zwar für Savoy und Black & White tätig, führte aber im Jahre 1948 die eigenen Plattenlabels Bop! (Dexter Gordon) und Portrait Records (Erroll Garner). Bass musste jedoch schnell erkennen, dass Plattenpressfabriken nur gegen Vorkasse tätig wurden, während er die Einnahmen von den Vertriebsfirmen spät oder gar nicht erhielt, und stellte die Labels im selben Jahr wieder ein. Stattdessen produzierte er weiterhin für das Black-&-White-Label Erroll Garner, Dizzy Gillespie, Charles Mingus und Charlie Parker. Für Savoy kümmerte er sich um Brownie McGhee, Johnny Otis, Little Esther Phillips und Mel Walker.
Bass übernahm im Jahre 1948 die Rolle des Talentsuchers für Savoy Records an der Westküste. Bis 1950 produzierte er hier auch The Robins. Für diese entstanden am 10. November 1949 There's Rain In My Eyes (Rain In My Eyes) und der Double Crossing Blues. Am 1. Dezember 1949 wurden bei Radio Recorders (7000 Santa Monica Boulevard, Los Angeles) If It's So Baby / If I Didn't Love You So (Savoy #726) und Our Romance Is Gone eingespielt. Bandleader Johnny Otis war Co-Produzent, mit dem Ralph Bass ab Februar 1950 als Roadmanager auf Tournee ging. Müde geworden durch die ebenfalls bei Savoy Records vorherrschende ständige Finanzenge, wechselte Bass zu King Records, wo man ihm das gerade gegründete Tochterlabel Federal Records als Produzent und Labelchef überließ.

### Produzent bei Federal Records

Dominoes - Do Something For Me

Federal Records wurde im November 1950 als Tochterlabel von King Records gegründet und war für die Rhythm-&-Blues-Sparte vorgesehen.
Die erste Entdeckung von Ralph Bass für Federal Records waren die Dominoes unter Leitung von Billy Ward. Das Rhythm-&-Blues-Quintett bestritt die allererste Single im Katalog von Federal mit dem Titel Do Something For Me (#12001), aufgenommen am 14. November 1950. Nach Veröffentlichung im Dezember 1950 konnte sie auf Anhieb den sechsten Rang der Rhythm-&-Blues-Charts erreichen. Am 30. Dezember 1950 stand die Gruppe erneut im Studio und nahm ihr weitreichend bekanntes Sixty Minute Man auf, das für 14 Wochen auf dem ersten Rang der R&B-Charts verharrte und zum ersten Millionenseller des Federal-Labels wurde. Über die Jahre brachten die Dominoes insgesamt 11 Titel für Federal/King bis Ende 1953 in die R&B-Charts.
Ein Klassiker des Rhythm & Blues und des Rock & Roll entstand am 18. August 1952 für Little Willie Littlefield unter dem Titel K.C. Loving (#12110). Zunächst noch von den Erfolgsautoren Jerry Leiber und Mike Stoller mit Kansas City betitelt, änderte Bass den Titel auf K.C. Loving um, weil das seiner Meinung nach „flotter klinge“. Als der obskure Song am 29. Dezember 1952 auf den Markt kam, erreichte er nicht die Charts. Jedoch war der Grundstein gelegt für viele erfolgreiche Coverversionen unter dem Titel Kansas City (unter anderem auch von den Beatles). Die eigentliche Hit-Version von Wilbert Harrison gelangte nach ihrer Veröffentlichung im April 1959 an der Spitze der Pop-Charts und wurde zum Millionenseller.
Im Oktober 1952 holte Bass Big Jay McNeely – dessen einzige Topposition er bereits früher produziert hatte – zu Federal und nahm mit ihm insgesamt acht Singles auf, die nicht in den Charts erschienen. Bass hatte nicht die Geduld seines Produzenten-Kollegen Henry Glover, der beim Mutterlabel King Records angestellt war; so hatte Bass beispielsweise die noch unbekannten Platters zu Federal gebracht, aber ihr Hitpotenzial nicht erkannt. Als am 15. September 1953 die ersten von 16 Aufnahmen der unbekannten Platters entstanden, sprang dabei keine Hitparadennotiz heraus. Ein dritter und letzter Aufnahmetermin am 20. Mai 1954, bei dem Tenor Gaynel Hodge durch Zoletta Lynn „Zola“ Taylor ersetzt wurde, brachte vier Aufnahmen hervor. Ein Titel aus dieser Session war Only You (And You Alone). Die Aufnahme war so schlecht, dass Labelchef Ralph Bass sie verwarf. Nach sieben Singles verlor Federal das Interesse und entließ die Gruppe 1955 aus ihrem Plattenvertrag. Only You wurde dann zum mehrfachen Millionenseller bei Mercury Records. Bald stellte sich jedoch wieder der Erfolg für Ralph Bass ein.

### Bass entdeckt James Brown
Am 1. November 1955 nahmen James Brown & The Flames das Stück Please, Please, Please zu Demonstrationszwecken beim Radiosender WIBB (Macon, Georgia) auf. Als Ralph Bass das Lied im Radio hörte, war er von Browns leidenschaftlichem Gesang und den schwierigen Harmonien der Backgroundsänger so begeistert, dass er die Flames unter Vertrag nehmen wollte. Am 23. Januar 1956 reiste Bass nach Macon, um Brown den Plattenvertrag unterschreiben zu lassen; es war Eile angesagt, da Mitarbeiter von Chess Records zur gleichen Zeit nach Macon unterwegs war, aber wegen eines Schneesturms an der Weiterreise gehindert wurde. Bass konnte die Unterschrift nach Überwindung vieler Hindernisse gegen Zahlung einer Vorkasse von 200 Dollar an die Band erhalten und reiste nach Cincinnati zurück.
Bass’ Boss Syd Nathan war von der hypnotisch repetitiven Ballade überhaupt nicht begeistert, als er im Aufnahmetermin am 4. Februar 1956 im Cincinnati-Studio anwesend war. Für den Labelboss war Please, Please, Please ein beinahe nur aus einem Wort bestehender, gestotterter Song und damit einer der schlechtesten, die er je gehört hatte. Für Produzent Bass indes war James Brown seiner Zeit weit voraus, „er hat nicht Musik gesungen oder gespielt, er hat pures Gefühl ausgesandt“. Nach der Veröffentlichung am 3. März 1956 (Federal #12258) erreichte der Titel den fünften Rang der Rhythm-&-Blues-Hitparade und verkaufte über eine Million Exemplare. Der spontan gefeuerte Ralph Bass wurde sofort wieder eingestellt. Damit war die Legende um den „Soul Brother Number One“ geboren. James Brown, fortan von Bob Gibson und anderen produziert, brachte Federal und ab 1961 dem Mutterlabel King konstante und hohe Umsätze.

### Weitere Aktivitäten
Am 13. August 1957 produzierte Bass für die „5“ Royales die Originalaufnahme von Dedicated to the One I Love (King #5098), bei der Bass als Mitautor neben Bandmitglied Lowman Pauling erscheint. Die erst am 13. Januar 1958 veröffentlichte Single wurde später mehrfach erfolgreich gecovert, insbesondere durch die Shirelles (1961) und die Mamas & Papas (1967).
Textliche Schwierigkeiten hatte Produzent Bass mit Hank Ballard & the Midnighters. Die waren seit 1953 bei Federal unter Vertrag, konnten jedoch oftmals ihre anzüglichen oder zweideutigen Texte bei Bass nicht durchbringen. Der am 14. Januar 1954 aufgenommene Work With Me Annie (#12169) (ursprünglicher Titel war „Sock it to Me, Maimie“ („Gibs mir, Maimie“)) war einer dieser Songs, die Bass textlich entschärfte, um das wichtige Airplay durch Eigenzensur der Radiostationen nicht zu verhindern. Trotz – oder gerade wegen – dieser Schwierigkeiten schaffte der Titel den ersten Platz in der R&B-Hitparade. Hank Ballard war es dann auch, der mit der Idee zum Song The Twist an Federal herantrat.
Bei John Watson, später als Johnny Guitar Watson bekannt, leistete Bass futuristische Pionierarbeit. Space Guitar (Federal #12175) wurde am 1. Februar 1954 mit Hall- und Feedback-Effekten von der Gitarre aufgenommen und war die Vorwegnahme späterer Standardeffekte in der Pop- und Rockmusik, insbesondere von Jimi Hendrix perfektioniert.

### Produzent bei Chess Records
Am längsten blieb Ralph Bass bei Chess Records, nämlich von 1959 bis 1976. Labelinhaber Leonard Chess war es übrigens, der durch einen heftigen Schneesturm daran gehindert wurde, James Brown zu Chess zu holen. Hier übernahm Bass den Job als Talentsucher und produzierte Etta James; ihre Version von At Last entstand 1960 und erreichte den zweiten Rang der R&B-Charts. Bass entdeckte Billy Davis, der ebenfalls als Produzent fungierte und einen mehr soulorientierten Sound bevorzugte. Bass wiederum brachte die Jayhawks 1960 zum Tochterlabel Checker Records.

Memphis Slim - The Real Folk Blues

Ralph Bass konzentrierte sich dann auf die Produktion einer Serie von Chess-LPs („Real Folk Blues“) für die klassischen Chess-Stars Muddy Waters (LP Folk Singer; April 1964), John Lee Hooker (LP The Real Folk Blues; Mai 1966), Memphis Slim (LP The Real Folk Blues; Oktober 1966), Sonny Boy Williamson II. (LP More Real Folk Blues; September 1967) oder Howlin’ Wolf (LP The Backdoor Wolf; August 1973).
Leonard und Bruder Phil Chess verkauften Chess im Januar 1969 an General Recorded Tape (GRT) für 6,5 Millionen Dollar und 20.000 Aktienanteile an GRT. Es setzte nachfolgend eine enorme Fluktuation von angestellten Produzenten und Komponisten, aber auch Künstlern zu anderen Labels ein, insbesondere, als Leonard Chess am 16. Oktober 1969 verstarb. Bass und Produzenten-Kollege Gene Barge versuchten, die erodierenden Chess-Reste zusammenzuhalten; Bass blieb ungeachtet dessen beim neuen Konzern bis zum Jahre 1976. Ab August 1975 begann GRT mit der systematischen Aushöhlung von Chess, verkaufte das Logo an All Platinum Records, 1985 erwarb MCA Records die Rechte am enorm großen Chess-Katalog.
Bass wurde am 16. Januar 1991 in die Rock and Roll Hall of Fame aufgenommen. Bei BMI sind für ihn 173 Titel urheberrechtlich geschützt, davon erhielten zwei einen BMI-Award.